# Llista de topònims de Pacs del Penedès
Llista de topònims (noms propis de lloc) del municipi de Pacs del Penedès, a l'Alt Penedès
Informació actualitzada per un bot. Els canvis manuals es perdran quan s'actualitzi!

## jaciment arqueològic
| imatge | Nom                                               | Ubicat a                                             | instància de         | Detalls | coordenades                                                   | Protecció                                  | Commons (més fotos) | Dades a WD                    |
| ------ | ------------------------------------------------- | ---------------------------------------------------- | -------------------- | ------- | ------------------------------------------------------------- | ------------------------------------------ | ------------------- | ----------------------------- |
|        | Sant Pau i Sant Jaume                             | Vilafranca del Penedès Pacs del Penedès              | jaciment arqueològic |         | 41° 21′ 47″ N, 1° 41′ 10″ E / 41.362944°N,1.68603°E           | bé integrant del patrimoni cultural català |                     | Modifica les dades a Wikidata |
|        | jaciment arqueològic de Sant Jaume                | Pacs del Penedès les Cabanyes Vilafranca del Penedès | jaciment arqueològic |         | 41° 21′ 52″ N, 1° 41′ 22″ E / 41.364559°N,1.68952°E           | bé integrant del patrimoni cultural català |                     | Modifica les dades a Wikidata |
|        | jaciment arqueològic de la Cua de Lluert          | Pacs del Penedès                                     | jaciment arqueològic |         | 41° 21′ 23″ N, 1° 40′ 37″ E / 41.356485°N,1.676865°E 230 msnm | bé integrant del patrimoni cultural català |                     | Modifica les dades a Wikidata |
|        | jaciment arqueològic del taller de Mas d’en Benet | Pacs del Penedès                                     | jaciment arqueològic |         | 41° 22′ 09″ N, 1° 40′ 40″ E / 41.369107°N,1.677911°E 212 msnm | bé integrant del patrimoni cultural català |                     | Modifica les dades a Wikidata |

## masia
| imatge | Nom                     | Ubicat a                            | instància de | Detalls                       | coordenades                                                                               | Protecció                                  | Commons (més fotos)                | Dades a WD                    |
| ------ | ----------------------- | ----------------------------------- | ------------ | ----------------------------- | ----------------------------------------------------------------------------------------- | ------------------------------------------ | ---------------------------------- | ----------------------------- |
|        | Ca l'Amic               | Pacs del Penedès                    | masia        |                               | 41° 21′ 40″ N, 1° 40′ 38″ E / 41.3612082802824°N,1.67714276531241°E                       |                                            |                                    | Modifica les dades a Wikidata |
|        | Ca l'Andreu             | Pacs del Penedès                    | masia        |                               | 41° 21′ 20″ N, 1° 39′ 38″ E / 41.35568817824276°N,1.6606736183166506°E                    |                                            |                                    | Modifica les dades a Wikidata |
|        | Ca l'Artigues           | Pacs del Penedès Vilobí del Penedès | masia        |                               | 41° 22′ 15″ N, 1° 40′ 00″ E / 41.370794°N,1.666536°E                                      |                                            |                                    | Modifica les dades a Wikidata |
|        | Ca la Merceneta         | Pacs del Penedès                    | masia        |                               | 41° 21′ 28″ N, 1° 40′ 09″ E / 41.3577116757934°N,1.66917992275026°E                       |                                            |                                    | Modifica les dades a Wikidata |
|        | Cal Balcó               | Pacs del Penedès                    | masia        |                               | 41° 21′ 38″ N, 1° 40′ 11″ E / 41.3605469230459°N,1.66977969987194°E                       |                                            |                                    | Modifica les dades a Wikidata |
|        | Cal Baltà               | Pacs del Penedès                    | masia        | Estil: arquitectura eclèctica | 41° 22′ 10″ N, 1° 39′ 21″ E / 41.369564°N,1.655921°E ca:Ctra BP-2121, km 4,800, trencall. | bé integrant del patrimoni cultural català | Cal Baltà (Pacs del Penedès)       | Modifica les dades a Wikidata |
|        | Cal Batlle              | Pacs del Penedès                    | masia        | Estil: arquitectura popular   | 41° 21′ 42″ N, 1° 40′ 10″ E / 41.361742°N,1.669532°E ca:Plaça Major                       | bé integrant del patrimoni cultural català | Cal Batlle (Pacs del Penedès)      | Modifica les dades a Wikidata |
|        | Cal Bossavell           | Pacs del Penedès                    | masia        |                               | 41° 21′ 41″ N, 1° 39′ 09″ E / 41.361309092916°N,1.65245261727883°E                        |                                            |                                    | Modifica les dades a Wikidata |
|        | Cal Bou                 | Pacs del Penedès                    | masia        |                               | 41° 21′ 54″ N, 1° 39′ 52″ E / 41.365052620782°N,1.6645108964178°E                         |                                            |                                    | Modifica les dades a Wikidata |
|        | Cal Capatàs             | Pacs del Penedès                    | masia        |                               | 41° 21′ 19″ N, 1° 39′ 59″ E / 41.3552643685854°N,1.66630095304236°E                       |                                            |                                    | Modifica les dades a Wikidata |
|        | Cal Cargol              | Pacs del Penedès                    | masia        |                               | 41° 21′ 38″ N, 1° 40′ 22″ E / 41.3606793837585°N,1.67267020604275°E                       |                                            |                                    | Modifica les dades a Wikidata |
|        | Cal Cargol Xic          | Pacs del Penedès                    | masia        |                               | 41° 21′ 41″ N, 1° 40′ 23″ E / 41.3612505747443°N,1.67299335189875°E                       |                                            |                                    | Modifica les dades a Wikidata |
|        | Cal Cinto               | Pacs del Penedès                    | masia        |                               | 41° 21′ 44″ N, 1° 40′ 14″ E / 41.3621305764275°N,1.67041696203625°E                       |                                            |                                    | Modifica les dades a Wikidata |
|        | Cal Coques Fines        | Pacs del Penedès                    | masia        |                               | 41° 21′ 51″ N, 1° 39′ 23″ E / 41.3640498637398°N,1.6565208834107°E                        |                                            |                                    | Modifica les dades a Wikidata |
|        | Cal Duran               | Pacs del Penedès                    | masia        |                               | 41° 21′ 47″ N, 1° 39′ 17″ E / 41.3629656048809°N,1.65469003952043°E                       |                                            |                                    | Modifica les dades a Wikidata |
|        | Cal Fidel               | Pacs del Penedès                    | masia        |                               | 41° 21′ 17″ N, 1° 39′ 45″ E / 41.354734528283°N,1.66255812124192°E                        |                                            |                                    | Modifica les dades a Wikidata |
|        | Cal Gabi                | Pacs del Penedès                    | masia        |                               | 41° 21′ 38″ N, 1° 40′ 36″ E / 41.36055219183609°N,1.6766005754470827°E                    |                                            |                                    | Modifica les dades a Wikidata |
|        | Cal Gra Xic             | Pacs del Penedès                    | masia        |                               | 41° 21′ 45″ N, 1° 39′ 10″ E / 41.3624834048485°N,1.65273923628248°E                       |                                            |                                    | Modifica les dades a Wikidata |
|        | Cal Jaumetó             | Pacs del Penedès                    | masia        |                               | 41° 21′ 18″ N, 1° 39′ 40″ E / 41.3550601871228°N,1.66112888603104°E                       |                                            |                                    | Modifica les dades a Wikidata |
|        | Cal Jepet del Pau       | Pacs del Penedès                    | masia        |                               | 41° 21′ 58″ N, 1° 39′ 49″ E / 41.3660235021464°N,1.66357040128967°E                       |                                            |                                    | Modifica les dades a Wikidata |
|        | Cal Joanet              | Pacs del Penedès                    | masia        |                               | 41° 21′ 26″ N, 1° 39′ 57″ E / 41.3572058969207°N,1.6659504898765°E                        |                                            |                                    | Modifica les dades a Wikidata |
|        | Cal Juanito             | Pacs del Penedès                    | masia        |                               | 41° 21′ 56″ N, 1° 39′ 52″ E / 41.3656631715744°N,1.66434297846957°E                       |                                            |                                    | Modifica les dades a Wikidata |
|        | Cal Llivi               | Pacs del Penedès                    | masia        | Estil: arquitectura eclèctica | 41° 21′ 44″ N, 1° 40′ 17″ E / 41.36235°N,1.671522°E                                       | bé integrant del patrimoni cultural català | Cal Llivi                          | Modifica les dades a Wikidata |
|        | Cal Mani                | Pacs del Penedès                    | masia        |                               | 41° 21′ 23″ N, 1° 40′ 15″ E / 41.356368678835466°N,1.6708552837371828°E l'Agrícola        |                                            |                                    | Modifica les dades a Wikidata |
|        | Cal Marimon             | Pacs del Penedès                    | masia        |                               | 41° 21′ 17″ N, 1° 39′ 42″ E / 41.3546776900951°N,1.66154317077677°E                       |                                            |                                    | Modifica les dades a Wikidata |
|        | Cal Massanell           | Pacs del Penedès                    | masia        |                               | 41° 22′ 04″ N, 1° 39′ 38″ E / 41.3678452157419°N,1.66066351083838°E                       |                                            |                                    | Modifica les dades a Wikidata |
|        | Cal Mata                | Pacs del Penedès                    | masia        |                               | 41° 21′ 52″ N, 1° 39′ 55″ E / 41.3644037006393°N,1.66525348679845°E                       |                                            |                                    | Modifica les dades a Wikidata |
|        | Cal Niuer               | Pacs del Penedès Sant Martí Sarroca | masia        |                               | 41° 22′ 03″ N, 1° 39′ 02″ E / 41.3674660449298°N,1.65056794299828°E                       |                                            |                                    | Modifica les dades a Wikidata |
|        | Cal Nínxol              | Pacs del Penedès                    | masia        |                               | 41° 21′ 24″ N, 1° 39′ 43″ E / 41.3567986425523°N,1.66190617282517°E                       |                                            |                                    | Modifica les dades a Wikidata |
|        | Cal Pariona de la Serra | Pacs del Penedès                    | masia        |                               | 41° 21′ 15″ N, 1° 39′ 45″ E / 41.3542910495919°N,1.66237593292904°E                       |                                            |                                    | Modifica les dades a Wikidata |
|        | Cal Pau Pouetó          | Pacs del Penedès                    | masia        |                               | 41° 21′ 28″ N, 1° 40′ 15″ E / 41.3578022299274°N,1.67078002914959°E                       |                                            |                                    | Modifica les dades a Wikidata |
|        | Cal Pedró               | Pacs del Penedès                    | masia        |                               | 41° 21′ 23″ N, 1° 39′ 46″ E / 41.3564753142798°N,1.66276157338076°E                       |                                            |                                    | Modifica les dades a Wikidata |
|        | Cal Pere Garrell        | Pacs del Penedès                    | masia        |                               | 41° 21′ 19″ N, 1° 39′ 26″ E / 41.3553392531085°N,1.65724994009388°E                       |                                            |                                    | Modifica les dades a Wikidata |
|        | Cal Peret Teula         | Pacs del Penedès                    | masia        |                               | 41° 21′ 40″ N, 1° 39′ 23″ E / 41.3610131612505°N,1.65641597315868°E                       |                                            |                                    | Modifica les dades a Wikidata |
|        | Cal Petit               | Pacs del Penedès                    | masia        |                               | 41° 21′ 35″ N, 1° 39′ 14″ E / 41.359588300912°N,1.653958606246°E                          |                                            |                                    | Modifica les dades a Wikidata |
|        | Cal Ponet               | Pacs del Penedès                    | masia        |                               | 41° 21′ 55″ N, 1° 40′ 38″ E / 41.3652009099525°N,1.67734883980092°E                       |                                            |                                    | Modifica les dades a Wikidata |
|        | Cal Puig                | Pacs del Penedès                    | masia        |                               | 41° 21′ 15″ N, 1° 39′ 47″ E / 41.3542622514106°N,1.66299814138105°E                       |                                            |                                    | Modifica les dades a Wikidata |
|        | Cal Rondina             | Pacs del Penedès                    | masia        |                               | 41° 21′ 39″ N, 1° 39′ 32″ E / 41.3607720085641°N,1.65890765643149°E                       |                                            |                                    | Modifica les dades a Wikidata |
|        | Cal Roqueta             | Pacs del Penedès                    | masia        |                               | 41° 21′ 57″ N, 1° 39′ 54″ E / 41.3659144969117°N,1.66504326224462°E                       |                                            |                                    | Modifica les dades a Wikidata |
|        | Cal Rovireta            | Pacs del Penedès                    | masia        |                               | 41° 21′ 40″ N, 1° 40′ 24″ E / 41.3610823694641°N,1.67324783412843°E                       |                                            |                                    | Modifica les dades a Wikidata |
|        | Cal Saperes             | Pacs del Penedès                    | masia        |                               | 41° 21′ 41″ N, 1° 40′ 20″ E / 41.3613148953552°N,1.67232253676039°E                       |                                            |                                    | Modifica les dades a Wikidata |
|        | Cal Sendo               | Pacs del Penedès                    | masia        |                               | 41° 22′ 06″ N, 1° 39′ 07″ E / 41.3682564629436°N,1.65191467925453°E                       |                                            |                                    | Modifica les dades a Wikidata |
|        | Cal Sivill              | Pacs del Penedès                    | masia        |                               | 41° 21′ 34″ N, 1° 39′ 19″ E / 41.3595319113896°N,1.65529874707882°E                       |                                            |                                    | Modifica les dades a Wikidata |
|        | Cal Soler               | Pacs del Penedès                    | masia        |                               | 41° 21′ 55″ N, 1° 39′ 56″ E / 41.3653352587474°N,1.66558117768848°E                       |                                            |                                    | Modifica les dades a Wikidata |
|        | Cal Sumoi               | Pacs del Penedès                    | masia        |                               | 41° 21′ 14″ N, 1° 39′ 29″ E / 41.3539791062062°N,1.65801905360816°E                       |                                            |                                    | Modifica les dades a Wikidata |
|        | Cal Teula               | Pacs del Penedès                    | masia        |                               | 41° 21′ 53″ N, 1° 40′ 22″ E / 41.3647796670248°N,1.67283794997855°E                       |                                            |                                    | Modifica les dades a Wikidata |
|        | Cal Tinons              | Pacs del Penedès                    | masia        |                               | 41° 21′ 42″ N, 1° 39′ 39″ E / 41.3615608375062°N,1.66089999024409°E                       |                                            |                                    | Modifica les dades a Wikidata |
|        | Cal Tonyina             | Pacs del Penedès                    | masia        |                               | 41° 21′ 20″ N, 1° 40′ 14″ E / 41.35558751187056°N,1.6704583168029787°E l'Agrícola         |                                            |                                    | Modifica les dades a Wikidata |
|        | Cal Torres              | Pacs del Penedès                    | masia        | Estil: arquitectura eclèctica | 41° 21′ 04″ N, 1° 40′ 01″ E / 41.351088°N,1.666999°E                                      | bé integrant del patrimoni cultural català | Cal Torres (Pacs del Penedès)      | Modifica les dades a Wikidata |
|        | Cal Tort                | Pacs del Penedès                    | masia        |                               | 41° 21′ 28″ N, 1° 39′ 15″ E / 41.3577157815654°N,1.65404501243311°E                       |                                            |                                    | Modifica les dades a Wikidata |
|        | Cal Totxo               | Pacs del Penedès                    | masia        |                               | 41° 21′ 19″ N, 1° 39′ 38″ E / 41.35524927171956°N,1.6604214906692507°E                    |                                            |                                    | Modifica les dades a Wikidata |
|        | Cal Xec                 | Pacs del Penedès                    | masia        |                               | 41° 21′ 46″ N, 1° 39′ 07″ E / 41.3627168847026°N,1.65190947316829°E                       |                                            |                                    | Modifica les dades a Wikidata |
|        | Cal Xeia                | Pacs del Penedès                    | masia        |                               | 41° 21′ 16″ N, 1° 40′ 13″ E / 41.3545792080054°N,1.67014030703598°E                       |                                            |                                    | Modifica les dades a Wikidata |
|        | Cal Xic Muntaner        | Pacs del Penedès                    | masia        |                               | 41° 21′ 33″ N, 1° 39′ 11″ E / 41.3590463653742°N,1.65306118831903°E                       |                                            |                                    | Modifica les dades a Wikidata |
|        | Can González            | Pacs del Penedès                    | masia        |                               | 41° 21′ 37″ N, 1° 40′ 30″ E / 41.3601929467643°N,1.6750113749608°E                        |                                            |                                    | Modifica les dades a Wikidata |
|        | Can Gras                | Pacs del Penedès                    | masia        |                               | 41° 21′ 46″ N, 1° 39′ 22″ E / 41.3627379697523°N,1.65602181740188°E                       |                                            |                                    | Modifica les dades a Wikidata |
|        | Can Perill              | Pacs del Penedès                    | masia        |                               | 41° 21′ 44″ N, 1° 39′ 12″ E / 41.3621742405271°N,1.65325970685061°E                       |                                            |                                    | Modifica les dades a Wikidata |
|        | Mas dels Boixos         | Pacs del Penedès                    | masia        | Estil: arquitectura popular   | 41° 20′ 53″ N, 1° 39′ 45″ E / 41.348046°N,1.662507°E                                      | bé integrant del patrimoni cultural català | Mas dels Boixos (Pacs del Penedès) | Modifica les dades a Wikidata |
|        | Maset d'en Benet        | Pacs del Penedès                    | masia        |                               | 41° 22′ 07″ N, 1° 40′ 34″ E / 41.36848361965709°N,1.676015853881836°E                     |                                            |                                    | Modifica les dades a Wikidata |
|        | Maset d'en Queralt      | Pacs del Penedès                    | masia        |                               | 41° 21′ 05″ N, 1° 40′ 01″ E / 41.3513357258533°N,1.66695492761712°E                       |                                            |                                    | Modifica les dades a Wikidata |
|        | Maset dels Conills      | Pacs del Penedès                    | masia        |                               | 41° 20′ 59″ N, 1° 40′ 13″ E / 41.3497345187546°N,1.67025086905173°E                       |                                            |                                    | Modifica les dades a Wikidata |
|        | Masia Cal Canyes        | Pacs del Penedès                    | masia        | Estil: arquitectura popular   | 41° 21′ 15″ N, 1° 40′ 08″ E / 41.354145°N,1.668995°E                                      | bé integrant del patrimoni cultural català | Cal Canyes (Pacs del Penedès)      | Modifica les dades a Wikidata |
|        | Masia Cal Patró         | Pacs del Penedès                    | masia        | Estil: arquitectura popular   |                                                                                           | bé integrant del patrimoni cultural català |                                    | Modifica les dades a Wikidata |
|        | Masia de Cal Ros        | Pacs del Penedès                    | masia        | Estil: arquitectura popular   | 41° 21′ 18″ N, 1° 39′ 58″ E / 41.354983°N,1.666113°E                                      | bé integrant del patrimoni cultural català |                                    | Modifica les dades a Wikidata |
|        | Masia la Torreta        | Pacs del Penedès                    | masia        | Estil: arquitectura popular   | 41° 21′ 12″ N, 1° 40′ 15″ E / 41.35346945530185°N,1.6708338260650637°E                    | bé integrant del patrimoni cultural català |                                    | Modifica les dades a Wikidata |
|        | Torre Cercós            | Pacs del Penedès                    | masia        |                               | 41° 22′ 01″ N, 1° 39′ 42″ E / 41.3668571833335°N,1.66167616664436°E                       |                                            |                                    | Modifica les dades a Wikidata |
|        | Vallespir               | Pacs del Penedès                    | masia        |                               | 41° 22′ 15″ N, 1° 40′ 09″ E / 41.370717443668°N,1.66910617914536°E                        |                                            |                                    | Modifica les dades a Wikidata |
|        | el Corral Nou           | Pacs del Penedès                    | masia        |                               | 41° 21′ 26″ N, 1° 40′ 14″ E / 41.3571948738421°N,1.67044570029639°E                       |                                            |                                    | Modifica les dades a Wikidata |
|        | els Pegats              | Pacs del Penedès                    | masia        |                               | 41° 21′ 39″ N, 1° 40′ 59″ E / 41.3608254743234°N,1.68303258537299°E                       |                                            |                                    | Modifica les dades a Wikidata |
|        | la Novella              | Pacs del Penedès                    | masia        | Estil: arquitectura popular   | 41° 21′ 26″ N, 1° 39′ 37″ E / 41.357212°N,1.660323°E                                      | bé integrant del patrimoni cultural català | La Novella                         | Modifica les dades a Wikidata |
|        | les Planes              | Pacs del Penedès                    | masia        |                               | 41° 21′ 42″ N, 1° 39′ 17″ E / 41.3616228544445°N,1.65463400923968°E                       |                                            |                                    | Modifica les dades a Wikidata |

## muntanya
| imatge | Nom                | Ubicat a                                | instància de   | Detalls | coordenades | Protecció | Commons (més fotos)                       | Dades a WD                    |
| ------ | ------------------ | --------------------------------------- | -------------- | ------- | --- | --------- | ----------------------------------------- | ----------------------------- |
|        | Turó de Sant Jaume | Pacs del Penedès Vilafranca del Penedès | muntanya serra |         | 41° 21′ 48″ N, 1° 41′ 02″ E / 41.36325°N,1.68377°E 41° 21′ 53″ N, 1° 41′ 09″ E / 41.3646°N,1.68597°E 294.4 msnm |           |                                           | Modifica les dades a Wikidata |
|        | Turó de Sant Pau   | Pacs del Penedès Vilafranca del Penedès | muntanya       |         | 41° 21′ 30″ N, 1° 40′ 51″ E / 41.35831389°N,1.68096944°E                                                        |           | Turó de Sant Pau (Vilafranca del Penedès) | Modifica les dades a Wikidata |

## nucli d'entitat singular de població
| imatge | Nom                          | Ubicat a         | instància de                         | Detalls | coordenades                                                                  | Protecció | Commons (més fotos) | Dades a WD                    |
| ------ | ---------------------------- | ---------------- | ------------------------------------ | ------- | ---------------------------------------------------------------------------- | --------- | ------------------- | ----------------------------- |
|        | Barri de la Rectoria         | Pacs del Penedès | nucli d'entitat singular de població | 29 hab  | 41° 21′ 41″ N, 1° 40′ 23″ E / 41.3614765330876°N,1.67306049416186°E 210 msnm |           |                     | Modifica les dades a Wikidata |
|        | l'Agrícola                   | Pacs del Penedès | nucli d'entitat singular de població | 144 hab | 41° 21′ 30″ N, 1° 40′ 02″ E / 41.358382249422°N,1.6670838196638°E 199 msnm   |           |                     | Modifica les dades a Wikidata |
|        | la Serra i el Pla de Cavalls | Pacs del Penedès | nucli d'entitat singular de població | 393 hab | 41° 21′ 46″ N, 1° 39′ 08″ E / 41.36290889°N,1.652156654°E 244 msnm           |           |                     | Modifica les dades a Wikidata |
|        | la Xarmada                   | Pacs del Penedès | nucli d'entitat singular de població | 7 hab   | 41° 21′ 53″ N, 1° 40′ 30″ E / 41.36473291°N,1.67500311°E 210 msnm            |           |                     | Modifica les dades a Wikidata |

## nucli de població
| imatge | Nom               | Ubicat a         | instància de      | Detalls | coordenades                                                       | Protecció | Commons (més fotos) | Dades a WD                    |
| ------ | ----------------- | ---------------- | ----------------- | ------- | ----------------------------------------------------------------- | --------- | ------------------- | ----------------------------- |
|        | Barri del Salinar | Pacs del Penedès | nucli de població |         | 41° 22′ 02″ N, 1° 39′ 41″ E / 41.36719°N,1.66125°E                |           |                     | Modifica les dades a Wikidata |
|        | el Pla de Cavalls | Pacs del Penedès | nucli de població |         | 41° 21′ 53″ N, 1° 39′ 05″ E / 41.36468°N,1.65141°E                |           |                     | Modifica les dades a Wikidata |
|        | la Serra          | Pacs del Penedès | nucli de població |         | 41° 21′ 36″ N, 1° 39′ 18″ E / 41.360044194554°N,1.6550947546558°E |           |                     | Modifica les dades a Wikidata |

## pont
| imatge | Nom                  | Ubicat a         | instància de          | Detalls                     | coordenades                                                           | Protecció                                  | Commons (més fotos) | Dades a WD                    |
| ------ | -------------------- | ---------------- | --------------------- | --------------------------- | --------------------------------------------------------------------- | ------------------------------------------ | ------------------- | ----------------------------- |
|        | Pont de Sant Jaume   | Pacs del Penedès | pont                  | Estil: arquitectura popular | 41° 21′ 15″ N, 1° 40′ 08″ E / 41.354179°N,1.66901°E                   | bé integrant del patrimoni cultural català |                     | Modifica les dades a Wikidata |
|        | pont de Cal Canyes   | Pacs del Penedès | pont                  |                             | 41° 21′ 16″ N, 1° 40′ 05″ E / 41.3544652413348°N,1.6680745419145°E    |                                            |                     | Modifica les dades a Wikidata |
|        | pont de la Salzereda | Pacs del Penedès | pont pont de vianants | Travessa: riera de Llitrà   | 41° 21′ 39″ N, 1° 40′ 14″ E / 41.36083000945258°N,1.670479774475098°E |                                            |                     | Modifica les dades a Wikidata |

## Misc
| imatge | Nom                                          | Ubicat a                                | instància de                                   | Detalls                                                               | coordenades | Protecció                                  | Commons (més fotos)                | Dades a WD                    |
| ------ | -------------------------------------------- | --------------------------------------- | ---------------------------------------------- | --------------------------------------------------------------------- | --- | ------------------------------------------ | ---------------------------------- | ----------------------------- |
|        | Creu monumental                              | Pacs del Penedès                        | estructura arquitectònica                      |                                                                       | 41° 21′ 40″ N, 1° 40′ 14″ E / 41.361106872558594°N,1.6706589460372925°E ca:Camí de l'Església                         |                                            | Creu monumental (Pacs del Penedès) | Modifica les dades a Wikidata |
|        | Foix                                         | Penedès                                 | curs d'aigua                                   | Desemboca: mar Mediterrània Llarg: 41km Conca: 311.9km²               | 41° 27′ 13″ N, 1° 32′ 48″ E / 41.453656°N,1.546799°E 41° 11′ 56″ N, 1° 40′ 36″ E / 41.19897°N,1.676569°E ca:Cubelles  |                                            | Foix River                         | Modifica les dades a Wikidata |
|        | Granges del Palau                            | Pacs del Penedès Vilafranca del Penedès | granja                                         |                                                                       | 41° 20′ 48″ N, 1° 40′ 17″ E / 41.346776722755°N,1.67151829662826°E                                                    |                                            |                                    | Modifica les dades a Wikidata |
|        | Muntanya de Sant Pau                         | Vilafranca del Penedès Pacs del Penedès | serra                                          |                                                                       | 41° 21′ 30″ N, 1° 40′ 51″ E / 41.35831388888889°N,1.6809694444444443°E ca:Al nord-oest del terme municipal 302.7 msnm |                                            |                                    | Modifica les dades a Wikidata |
|        | Pacs del Penedès                             | Pacs del Penedès                        | entitat singular de població capital municipal | 943 hab                                                               | 41° 21′ 43″ N, 1° 40′ 10″ E / 41.361977°N,1.669568°E 209 msnm                                                         |                                            |                                    | Modifica les dades a Wikidata |
|        | Plaça Major                                  | Pacs del Penedès                        | plaça                                          |                                                                       | 41° 21′ 43″ N, 1° 40′ 10″ E / 41.361886°N,1.669529°E                                                                  | bé integrant del patrimoni cultural català | Plaça Major (Pacs del Penedès)     | Modifica les dades a Wikidata |
|        | Polígon industrial La Xarmada                | Pacs del Penedès                        | polígon industrial                             |                                                                       | 41° 21′ 53″ N, 1° 40′ 29″ E / 41.3646767379319°N,1.67484867017491°E                                                   |                                            |                                    | Modifica les dades a Wikidata |
|        | Sant Genís de Pacs del Penedès               | Pacs del Penedès                        | església                                       | Estil: arquitectura barroca                                           | 41° 21′ 38″ N, 1° 40′ 16″ E / 41.360548°N,1.671033°E ca:Camí de la Rectoria                                           | bé integrant del patrimoni cultural català | Sant Genís de Pacs del Penedès     | Modifica les dades a Wikidata |
|        | Sant Pau                                     | Pacs del Penedès                        | vèrtex geodèsic                                | Alt: 1.2m                                                             | 41° 21′ 30″ N, 1° 40′ 51″ E / 41.358321°N,1.680955°E 303.26 msnm                                                      |                                            |                                    | Modifica les dades a Wikidata |
|        | aqüeducte de davant l'església de Sant Genís | Pacs del Penedès                        | aqüeducte pont                                 |                                                                       | 41° 21′ 37″ N, 1° 40′ 15″ E / 41.36024618845115°N,1.670823097229004°E ca:Davant l'església de Sant Genís              |                                            |                                    | Modifica les dades a Wikidata |
|        | barraca de vinya 29185                       | Pacs del Penedès                        | barraca de vinya                               | Estat: bon estat                                                      | 41° 21′ 25″ N, 1° 40′ 45″ E / 41.35689039297°N,1.6792027354007°E                                                      |                                            |                                    | Modifica les dades a Wikidata |
|        | casa a la plaça Major, 3                     | Pacs del Penedès                        | edifici residencial casa                       |                                                                       | 41° 21′ 44″ N, 1° 40′ 10″ E / 41.36219024658203°N,1.6695170402526855°E ca:Plaça Major, 3                              |                                            | Plaça Major, 3 (Pacs del Penedès)  | Modifica les dades a Wikidata |
|        | casa de la Vila                              | Pacs del Penedès                        | casa consistorial                              | Estil: arquitectura modernista noucentisme 20th century               | 41° 21′ 40″ N, 1° 40′ 10″ E / 41.361102°N,1.669491°E ca:Carretera BV-2126 205 msnm                                    | bé integrant del patrimoni cultural català | Casa de la Vila (Pacs del Penedès) | Modifica les dades a Wikidata |
|        | caves la Xarmada                             | Pacs del Penedès                        | celler                                         |                                                                       | 41° 21′ 50″ N, 1° 40′ 15″ E / 41.36392618639254°N,1.6707533597946167°E la Xarmada                                     |                                            |                                    | Modifica les dades a Wikidata |
|        | fàbrica de calç de Pacs                      | Pacs del Penedès                        | fàbrica                                        |                                                                       | 41° 21′ 54″ N, 1° 41′ 03″ E / 41.36491660981469°N,1.684126853942871°E                                                 |                                            |                                    | Modifica les dades a Wikidata |
|        | torre de l'Aigua de la Bleda                 | Pacs del Penedès                        | torre                                          | Arquitecte: Antoni Pons i Domínguez Estil: historicisme arquitectònic | 41° 20′ 46″ N, 1° 39′ 44″ E / 41.34603°N,1.66228°E ca:La Bleda, a uns 300 m.                                          | bé integrant del patrimoni cultural català | Torre de l'Aigua de la Bleda       | Modifica les dades a Wikidata |